# Estatua de Procne e Itis
La Estatua de Procne e Itis (en griego: Πρόκνη και Ίτυς) es una escultura griega de mármol del siglo V a. C. que adornaba la Acrópolis de Atenas, creada por el escultor Alcámenes. La estatua representa a la princesa ateniense Procne a punto de dar muerte a su propio hijo Itis como venganza contra su marido Tereo. Fue descubierta cerca del Templo de Atenea Niké a principios del siglo XIX, y actualmente se exhibe en el Museo de la Acrópolis de Atenas, en Grecia.

## El mito
En la mitología griega, Procne era una princesa ateniense, hija del rey Pandión I, que fue dada como esposa al rey Tereo de Tracia, y le dio un hijo, Itis.. Pasaron los años y Procne deseaba volver a ver a su hermana Filomela. Tereo aceptó ir a Atenas y escoltar a Filomela hasta Tracia, pero durante el viaje de vuelta a casa, violó y encarceló a la joven Filomela, y le cortó la lengua.

## Historia
La estatua fue realizada durante la época griega clásica, alrededor del 430 a. C., y fue mencionada por el viajero Pausanias cuando visitó Ática en el siglo II d. C.: «Quienes prefieran la factura artística a la mera antigüedad pueden fijarse en lo siguiente: [...] un grupo escultórico dedicado por  Alcámenes hizo la ofrenda de Procne, que ha tramado ya el plan contra su hijo, y de Itis.» 
La escultura fue dedicada por el escultor Alcamenes, que se considera también su creador. Fue descubierta en 1836 frente a la torre occidental de los Propileos, cerca del templo de Atenea Niké. Actualmente se encuentra en el Museo de la Acrópolis de Atenas con el número de inventario 1358.

## Descripción
La estatua de tamaño natural está hecha de mármol. Procne (y por tanto la escultura en su conjunto) mide 1,63 m. de altura (sin cabeza), mientras que Itis mide 1,05 m. Su ancho total asciende a 44 cm.
La mujer, Procne, va vestida con un fino quitón que atado con una faja a la cintura y prendido en los hombros, alrededor de los cuales se enrolla, mientras parte de él cae sobre el cuerpo formando bellos pliegues sobre el pecho. Lleva sobre los hombros un himatión que cae hacia atrás y cubre toda la parte posterior de la estatua. El niño se aferra a su madre y está completamente desnudo. Cinco agujeros, con restos de varillas metálicas en dos de ellos, pueden verse alrededor del perímetro de la cabeza del chico.
No se conservan la cabeza de Procne, su mano derecha, donde habría sostenido el cuchillo, ni las piernas y gran parte del torso de Itis. También se encontró una cabeza de mármol que se supone que pertenece a esta estatua, pero no se fijó debido a las dudas sobre si realmente es la cabeza de Procne.